# Chrys
Pour les articles ayant des titres homophones, voir Chris et Cris (homonymie).
Ne doit pas être confondu avec Chris (football).
Chrystiano Gomes Ferraz, dit Chrys, est un footballeur brésilien né le 6 décembre 1986, qui évolue au poste d'attaquant.
Il n'a encore aucune sélection avec le Brésil A.